# 潘科尔沃战役 (816年)

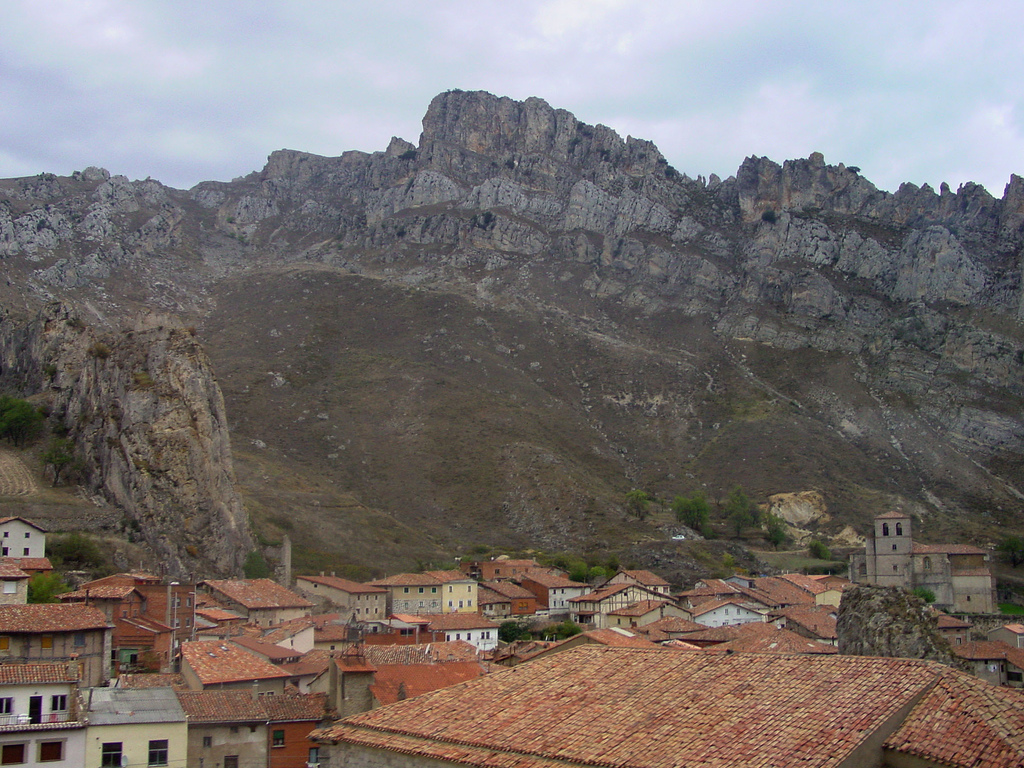
潘科尔沃城鎮與通道的局部景象

潘科尔沃战役（西班牙語：Batalla de Pancorbo）是一場發生於816年的战役，交戰雙方分別為哥多華埃米爾國哈卡姆一世的摩爾軍與法蘭克王國，摩爾軍的將領是阿卜杜·卡里姆·伊本·阿卜杜·瓦利德·伊本·穆蓋特（Abd al-Karim ibn Abd al-Walid ibn Mugaith），法蘭克軍的將領是加斯科的維拉斯科（Balask al-Yalasqi）。战役爆發於伊斯蘭軍隊試圖穿越潘科尔沃通道之時。最後結果是伊斯蘭教徒的勝利，並且對巴斯克人起事，而奠定潘普洛納的伊尼哥·阿里斯塔成為當代伊比利半島政治局面的主要角色有正面作用。

## 背景
在希沙姆一世過世後，哥多華埃米爾國陷入一場內亂，新繼位的哈卡姆一世遭到頭銜宣稱者蘇萊曼（Sulaymán，哈卡姆的伯父）與阿卜杜·拉赫·伊本·阿卜杜·拉赫曼（Abd-Al·lah ibn Abd-ar-Rahman）的反叛。
哥多華內部的混亂，給法蘭克人製造了機會，798年他們在傑洛內的威廉主持下召開了一場會議，目標是援助阿斯圖里亞斯的阿方索二世與巴赫盧勒·伊本·瑪祖格對抗哥多華埃米爾國。 他們的目標是聯合出力來取得名義上屬於虔誠者路易的塔格爾-阿拉（Al-Tagr al-Ala，上部邊區）。然而由於某種原因這場行動沒有發生，一直要到801年傑洛內的威廉與虔誠者路易才發動遠征征服巴塞隆納。
同一年798年，向查里曼效忠的加斯科的維拉斯科（巴斯克人）攻下了潘普洛納。
到了801年，埃米爾哈卡姆一世的兒子穆阿維葉·伊本·哈卡姆（Muawiya ibn al-Hàkam），帶領阿拉伯人攻擊阿拉瓦與卡斯提亞，穿越厄波羅河與拉斯孔查斯（las Conchas）通道。他們遭遇到將軍維拉斯科帶領的基督教王國聯軍的全面突襲，發動人可能是加斯科涅的桑喬一世。基督徒的奇襲發生於拉普耶布拉德亞甘松，並且導致伊斯蘭軍隊的完全戰敗，將領穆阿維葉·伊本·哈卡姆被迫撤回哥多華，他大多數最好的部將與大部分的部隊被殲滅。
在803年，巴斯克軍隊與卡希家族的成員攻佔了圖德拉，俘虜了優素福·伊本·阿姆魯斯（Yusuf ibn Amrús），然而該城市的控制權隨後不久即被哥多華的阿姆魯斯·伊本·優素福（Amrús ibn Yússuf）奪回。
曾經於798年在巴斯克的據點反叛哥多華瓦利的維拉斯科，在806年再度攻下潘普洛納與巴斯克西部的領土，作為查里曼在巴斯克地區的法蘭克附庸，他的領土與阿斯圖里亞斯的阿方索二世接壤。
812年，塞甘在波多被任命為加斯科涅公爵（dux Wasconum），但不久查里曼的死訊流傳開來之後，巴斯克人開始騷動了。

## 战役經過
816年，阿卜杜·卡里姆·伊本·阿卜杜·瓦利德·伊本·穆蓋特指揮了對潘普洛納的入侵。穆斯林軍隊掠奪了歐隆（Orón）山谷。潘普洛納領主加斯科的維拉斯科請求阿斯圖里亞斯王國的支援。 在巴斯克、阿斯圖里亞斯這一方另外有兩位領導者支援維拉斯科與阿方索的陣營：阿方索母系的叔父加西亞·伊本·盧布（Garcia ibn Lubb，盧普斯的兒子），以及薩爾坦（Saltan），「最好的異教徒騎士」。
战役持續了十三天無止盡的戰鬥，期間巴斯克人在簡陋的河流、溪谷渡口組織他們的防禦，使用木材阻擋出入口，並且用他們自己的武器挖掘壕溝，使得穆斯林無法通過。最後，基督徒-巴斯克聯軍決定反守為攻，並且試圖過河，但是穆斯林已經封鎖了渡口，並且用劍與長矛大開殺戒。大部分的傷者都因跌落戰場四周的懸崖而死亡。
隨後開始的降雨，加上所有的防禦工事都被摧毀，基督徒都已身心俱疲。查里曼的巴斯克-阿斯圖里亞斯附庸軍隊被迫撤軍。然而，穆斯林同樣也處境艱困，許多士兵葬身在戰場，對他們來說也只能算是慘勝。

## 結局
法蘭克的阿斯圖里亞斯-巴斯克附庸聯軍的挫敗，引發了一場巴斯克人反抗法蘭克王權的起事，並且確立了伊尼哥·阿里斯塔成為一個該地區巴斯克強人的地位。